# Accademia messicana di scienze
L'Accademia messicana di scienze (in spagnolo: Academia mexicana de siencias) è la maggior istituzione accademica del Messico, comprendente oltre 1800 soci.

## Storia
L'Accademia è stata fondata il 12 agosto 1959 a Città del Messico.
I principi e la missione della Accademia sono: mantenere il suo carattere indipendente; essere portavoce della comunità scientifica all'interno della società e dello Stato messicano; propugnare la qualità, la serietà e l'onestà della ricerca, la formazione e la diffusione delle scienze; perseguire lo sviluppo ed il consolidamento della comunità scientifica messicana; assicurarsi che la produzione, l'applicazione e la diffusione delle conoscenze scientifiche siano sempre finalizzate allo sviluppo della creatività e delle capacità intellettuali degli individui e della società.
L'Accademia si pone come obiettivo quello di concentrare i più insigni ricercatori provenienti da Messico, nei vari settori della scienza e promuovere il riconoscimento pubblico del loro lavoro all'interno del paese ed il loro riconoscimento internazionale, nonché mira a favorire un miglior utilizzo delle scoperte e delle creazioni dei ricercatori messicani e promuove scambi diretti con le organizzazioni e le comunità scientifiche di altri paesi.
L'accademia è divisa in due classi, quella delle scienze esatte e naturali e quella delle scienze umane e sociali. L'accademia ha 1847 soci ordinari e 58 soci corrispondenti stranieri, tra cui nove Premi Nobel (al 2007).